# Partido Justicia y Bienestar
El Partido Justicia y Bienestar (somalí: Ururka Caddaalada iyo Daryeelka; árabe: حزب العدالة والتنمية) es un partido político somalilandés.

## Elecciones

### Elecciones presidenciales
| Elección | Partido           | Votos  | %      | Resultados |
| -------- | ----------------- | ------ | ------ | ---------- |
| 2003     | Faisal Ali Warabe | 77,433 | 15.85% | Derrota No |
| 2010     | Faisal Ali Warabe | 92,459 | 17.18% | Derrota No |
| 2017     | Faisal Ali Warabe | 23,141 | 4.17%  | Derrota No |

### Elecciones parlametarias
| Elección | Votos   | %      | Escaños | +/–         | Posición |
| -------- | ------- | ------ | ------- | ----------- | -------- |
| 2005     | 180,545 | 26.93% | 21/82   | Nuevo       | Nuevo    |
| 2021     | 179,937 | 25.85% | 21/82   | Sin cambios | 3.º      |

### Elecciones locales
| Elección | Votos   | %      | Escaños | +/– | Posición |
| -------- | ------- | ------ | ------- | --- | -------- |
| 2002     | 49,444  | 11.24% | 43/379  | 43  | 3.º      |
| 2012     | 105,105 | 12.96% | 40/323  | 3   | 3.º      |
| 2021     | 159,801 | 23.18% | 48/220  | 8   | 3.º      |